# Hypatia astyoche
Hypatia astyoche är en fjärilsart som beskrevs av Hb.Gey. 1854. Hypatia astyoche ingår i släktet Hypatia och familjen björnspinnare. Inga underarter finns listade i Catalogue of Life.